# Helfrid Norell
Helfrid Laurentia Norell, född 9 december 1851 på Nianfors bruk, Nianfors socken, Hälsingland, död 1 februari 1936 i Söderhamn, Hälsingland, var en svensk chefredaktör. Hon var redaktör för tidningen Helsingen i Söderhamn från 1898 till 1913. Som kvinnlig chefredaktör var hon en pionjär på sin tid.  
Hennes far Sven Norell var komminister i Söderhamn och hon växte upp hos sin morfar, prost i Norrbo socken i Hälsingland. Hon var verksam som organist och engagerad i missionen. Efter morföräldrarnas död blev hon år 1875 medarbetare i Helsingen. Omdömet var följande: "uppehöll hon med den ära tidningens gamla, goda traditioner. Som publicist utmärkte hon sig för fasthet i åsikterna, träffsäkerhet i polemiken, ledig penna och klar, logisk stil."